# شمشیری (نام خانوادگی)
شمشیری (منسوب به شمشیر) یک نام خانوادگی است. افراد شاخص با این نام از این قرارند:
- حسن شمشیری، سابق بازیکن والیبال اهل ایران
- محمدحسن شمشیری، بازرگان ایرانی